# ヴェンゲルンアルプ鉄道BDhe4/8 131-134形電車

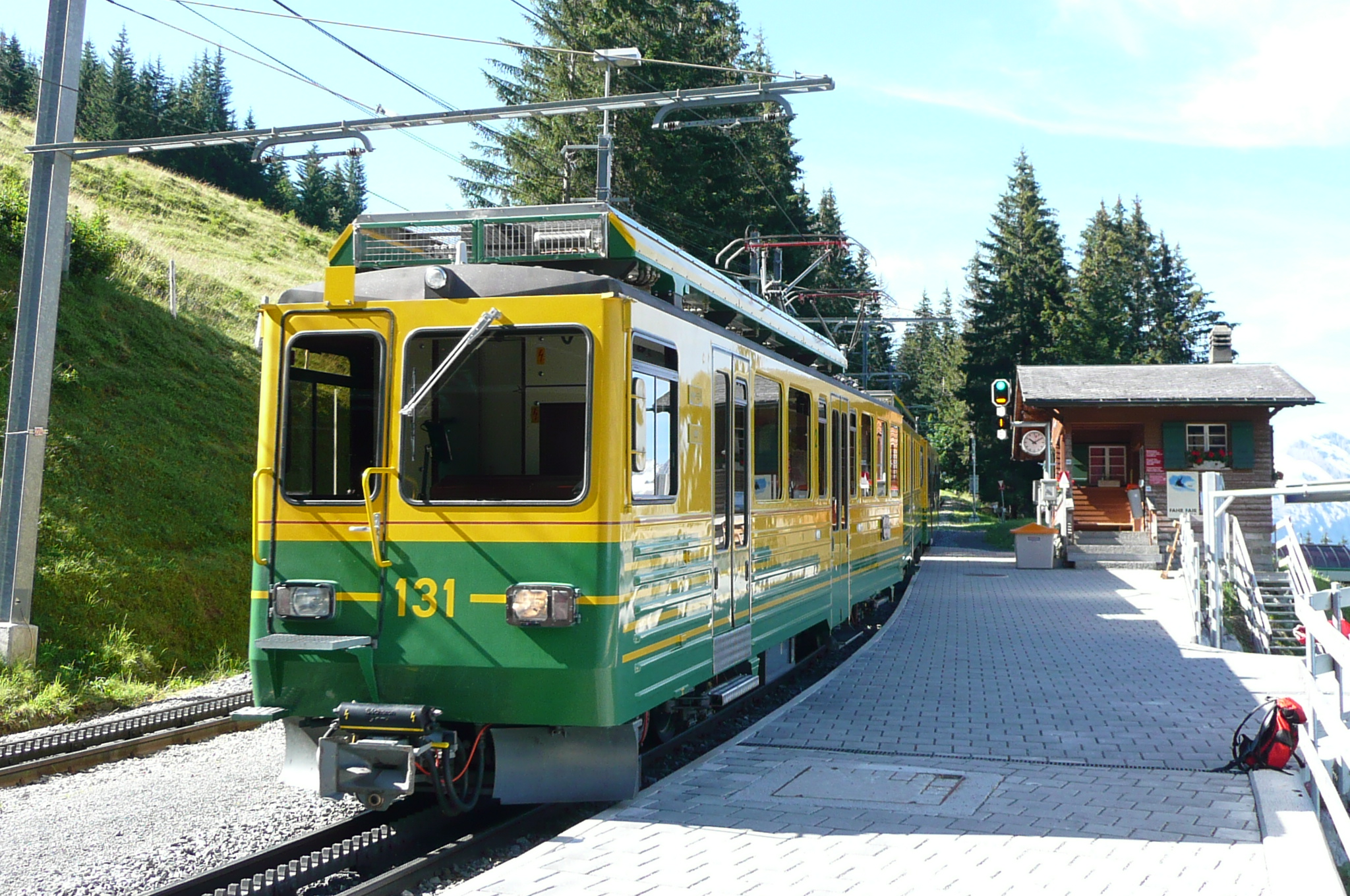
BDhe4/8 131号機、アルメンド駅、2009年

ヴェンゲルンアルプ鉄道BDhe4/8 131-134形電車(ヴェンゲルンアルプてつどうBDhe4/8 131-134がたでんしゃ)は、スイス中央部の私鉄であるヴェンゲルンアルプ鉄道（WAB）で使用される山岳鉄道用ラック式電車である。

BDhe4/8 131-134形のメーカー公式写真

BDhe4/8 131-134形の形式図

本項では本形式と同時に製造された同形の制御客車であるBt 231形についても記述する。

## 概要
1893年に開業したヴェンゲルンアルプ鉄道はベルナーオーバーラント鉄道、ユングフラウ鉄道の間を結ぶ、ベルナーオーバーラント地方の軌間800mmの登山鉄道であり、これらの鉄道にラウターブルンネン-ミューレン山岳鉄道を加えてユングフラウ鉄道グループを形成しており、1909-1910年に直流1500Vで電化されて小型ラック式電気機関車のHe2/2形が客車を押し上げある形態の列車で運行されていた。その後機材の近代化がなされ、1945-1963年にBCFhe4/4 101-118形（称号改正および客室等級の変更を経て現在ではBDhe4/4 101-118形となっている）、1970年にABDhe4/4 119-124形（客室等級の変更により現在ではBDhe4/4 119-124形となっている）の計24両のラック式電車が導入され、客車および制御客車を押し上げる形態の最長3両編成の列車で運行されていた。その後1980年代になってさらに輸送力を増強することとなったが、従来の運行形態より1編成あたりの両数を増やして輸送効率の向上を図ることが計画され、最大で2両固定編成2編成と制御客車1両を重連総括制御した5両編成での運行が可能な電車として1988年に2両4編成が導入された機体が本項で述べるBDhe4/8 131-134号機であり、併せて、3両もしくは5両編成での運行に備えて同スタイルの制御客車のBt 231形1両が導入されている。
本形式は、1980-90年代にSLMが開発した、車軸配置2z'2z'+2z'2z'もしくは1Az'1Az'+1Az'1Az'の2両固定編成標準型ラック式電車シリーズの800mm軌間、ラック区間専用型となっている。この標準型ラック式電車シリーズは、片側軸にラック式もしくはラック/粘着式駆動装置を装荷した2軸ボギー式偏心台車を特徴としており、本形式のほか、ユングフラウ鉄道Bhe4/8 211-218形、ゴルナーグラート鉄道Bhe4/8 3051-3054形、ドイツのヴェンデルシュタイン鉄道Beh4/8型、バイエルン・ツークシュピッツ鉄道10型、スペインのヌリア登山鉄道A5形などが挙げられ、一部の機種はその後シュタッドラー・レールに引継がれて2002年まで生産されている。
また、外観は同時期の1986年にベルナーオーバーラント鉄道で導入されたABeh4/4 II形電車をはじめ、マッターホルン・ゴッタルド鉄道Deh4/4 91-96形電車、リギ鉄道Bhe4/4 15形、BDhe4/4 21-22形などと類似の直線を基調としたデザインで、側面腰板のコルゲーション加工を施した外板と厚みの薄い屋根を特徴とする1970年代後半から90年代のSLM標準設計の軽量鋼製車体を有し、804kWの定格出力を持つラック区間専用機として電機部分、主電動機はABBが担当して製造されており、機番とSLM製番、運行開始年月日、製造所、機体名は下記のとおりである。
- 131 - 5363 - 1988年7月9日 - SLM/ABB - Lauterbrunnen
- 132 - 5364 - 1988年7月7日 - SLM/ABB - Grindelwald
- 133 - 5365 - 1988年7月10日 - SLM/ABB - Lauterbrunnen
- 134 - 5366 - 1988年8月19日 - SLM/ABB - Grindelwald

## 仕様

### 車体・走行機器

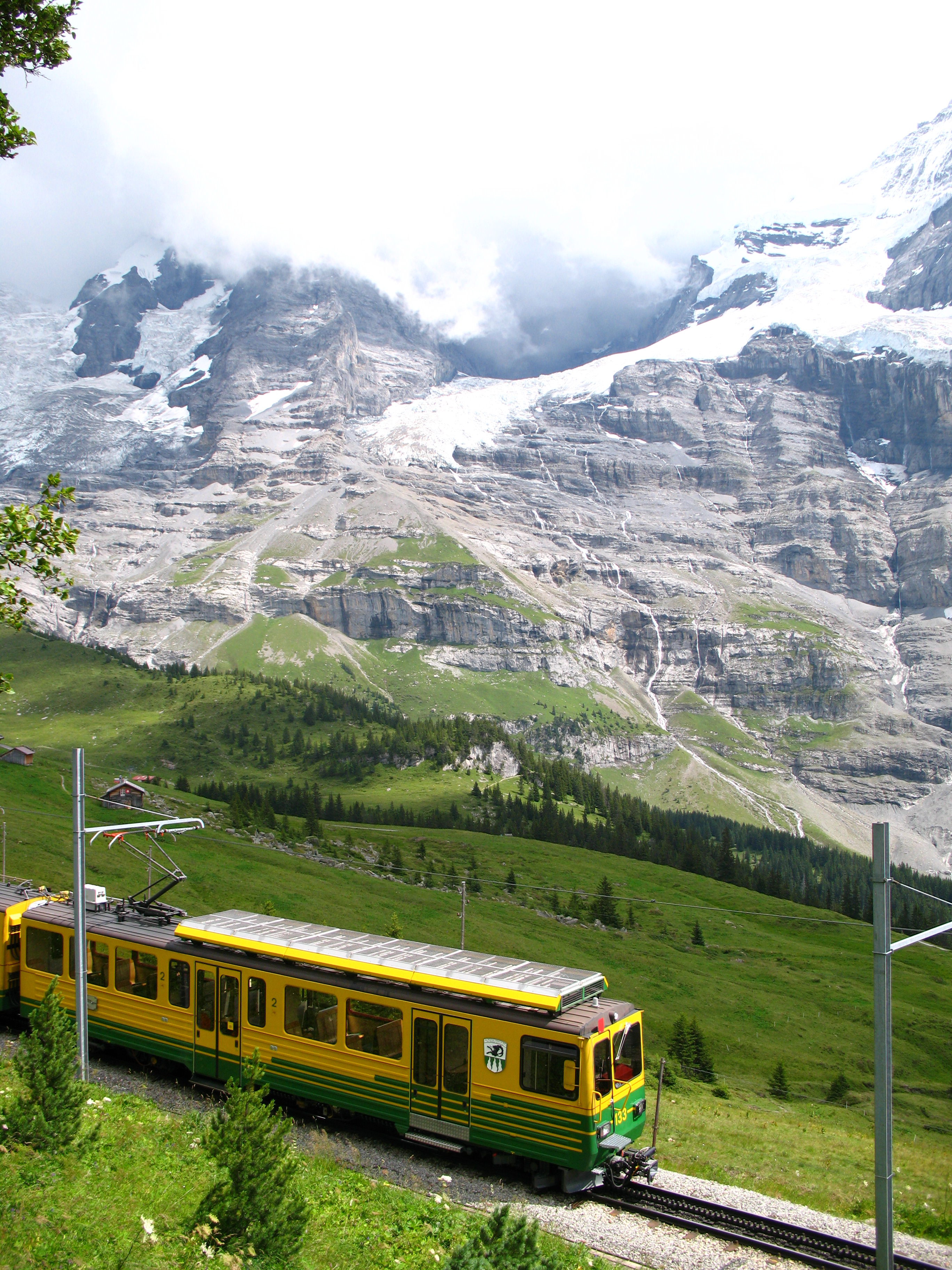
BDhe4/8 133号機、屋根上には集電装置と主抵抗器が載る

- 車体は片運転台式で、同時期にSLMで製造されたベルナーオーバーラント鉄道のABeh4/4II形電車と類似の、側面下部にコルゲーション板を使用した角ばったスタイルの軽量構造の鋼製車体となっており、車体各部部材のほか、乗降扉、側面窓、屋根上の主抵抗器など各部品に同形式と同一もしくは類似の部品を採用している。
- 正面はSLM標準型ラック式電車に共通するくの字型形状で、貫通扉付の平妻、2枚窓のスタイルで、上部屋根中央に丸型前照灯が、車体下部左右に角型の前照灯と標識灯のユニットが設置されている。なお、車体幅が狭いため貫通扉は片側に寄せて設置されているが、重連時に通行ができるよう、前位側（山頂側）前面は正面左側に、後位側は右側に設置されている。連結器は車体取付の+GF+式[9]ピン・リンク式自動連結器で、空気管1本が同時に連結できるほか、上部には制御回路等のための電気連結器を併設している。なお、連結器長が前位側は車体端部より530mm、後位側が600mmと不均等になっているほか、連結器左右の車体下部に大型のスノープラウが、その背面の台車先端部にも小型のスノープラウが設置されている。
- 車体は後位側から長さ1515mmの運転室、800mmの機器室、1470mmの荷物室、3000mmの2等室、3240mmのデッキ、4500mmの2等室（後位側車体）、4500mmの2等室mm、3240mmのデッキ、4500mmの2等室、800mmの機器室、1515mmの運転室（前位側車体）の構成となっており、窓扉配置は1D21D13+31D131（運転室窓-荷物室扉-2等室窓-デッキ窓-乗降扉-デッキ窓-2等室窓（後位側車体）+2等室窓--デッキ窓-乗降扉-デッキ窓-2等室窓-運転室窓（前位側車体）[10]、客室窓は幅1300mmの大型の下降窓、デッキ窓は狭幅の上部内開きもしくは固定窓、乗降扉は両開式プラグドアとなっており、乗降口には2段のステップが設置されるほか、デッキから床面高さ940mmの客室へは短いスロープでつながっている。デッキと客室間は左右の仕切板のみで扉は設けられず、デッキには手荷物やスキー板用のラックが設けられている。また、荷物室扉は乗降扉と同様のプラグドアであるが車体内にステップが設けられておらず、天地寸法の短いものとなっている。
- 座席はシートピッチ1500mmで2+1列の3人掛けの固定式クロスシートで、前位側車体の前後客室と後位側車体の前位側客室に3ボックスずつ、後位側車体の後位側客室に2ボックスが設置され、連結面部分のみ1+1列の配置となっており、座席定員は64名となっている。座席は勾配に合わせて傾斜した木製ニス塗りのものとなっており、背摺りはヘッドレストのない低いもので、座面にのみクッションが設置されている。室内は壁面と天井両側がベージュ、天井中央部が白、窓枠が焦茶色で座席のクッションは緑色系、運転席機器類は薄緑色となっている。なお、2009年に131、133号機、2010年に132、134号機に更新改造を実施し、正面窓内上部と室内乗降扉横部にLED式の行先表示器が設置されているほか、車内放送装置が装備されており、正面上部中央に放送用の電気連結器を設置している。
- 運転室は前位側が右側運転台、後位側が左側運転台でデスクタイプの運転台に縦軸型2ハンドル式のマスターコントローラーおよびブレーキハンドルが設置され、運転室横の窓は引違い式で反運転台側には電動式のバックミラーが設置されている。また、本形式はベルナーオーバーラント鉄道のABeh4/4II形と同様に、整備性を向上させるため、車体内運転室背面に機器室を設置して主制御器および空気ブレーキ装置を搭載している。
- 屋根上は後位側車体の編成連結面側にシングルアーム式のパンタグラフと遮断器箱を設置、前位側車体の同一箇所は製造当初は集電装置の設置準備のみがなされていたが、後年集電装置が装備され、1編成当たり集電装置2台搭載となっている。また、屋根上のその他の部分には大型の主抵抗器を搭載している。
- 台車はSLM製の鋼材組立式で、固定軸距が台車中心から山頂側（前位側）が780 mm、山麓側（後位側）が1420 mmの偏心台車となっており、定格出力201 kW、電圧750 V、回転数2165 rpmの主電動機とラック式の駆動装置を吊掛け式に装荷して、車軸にフリーで嵌込まれたピニオンを駆動する方式となっており、最高速度が従来の機体の25 km/hから28 km/hに向上している。枕ばねは空気ばね、軸ばねはコイルばねで軸箱支持方式は円筒案内式、牽引力伝達は台車枠の下を通る車体支持梁と台車枠横梁間の牽引棒で伝達される。また、ラック方式はラックレールがラダー式1条のリッゲンバッハ式の亜種であるパウリ-リッゲンバッハ式[11]で、減速比は1:15.65となっている。
- ブレーキ装置はヴェンゲルンアルプ鉄道の電車としては初めて2系統の空気ブレーキを装備しており、基礎ブレーキ装置は主電動機端部およびピニオンにそれぞれ併設されたブレーキドラムに作用するものとなっているほか、電気ブレーキとして回生ブレーキと発電ブレーキ、ばねブレーキを装備している。
- 塗装
  - 車体を黄色をベースに裾部を緑とし、車体側面下部にコルゲーションに合わせて黄色帯を入れたものとなり、正面中央に機番が、前位側車体の側面下部連結面寄りにWENGERNALPBAHNのロゴが入るプレートを設置するものとなっている。なお、左側側面の連結面側車端の車体裾部には形式名が入り、手摺類はステンレス地色、床下機器と台車、屋根および集電装置はダークグレーで、屋根上機器のうち主抵抗器は側面と前後端面の隅部が黄色および緑色でその他の部分が銀色となっている。

### 主要諸元
- 軌間：800mm
- 電気方式：DC1500V架空線式
- 軸配置：2z'2z'+2z'2z'
- 最大寸法：全長15615+15545mm、全幅2400mm、全高3630mm
- 軸距：1420+780=2200mm
- 台車中心間距離：9470mm
- 車輪径：728mm
- ピニオン有効径：673mm
- 自重：42.4t
- 定員：2等座席64名
- 荷重：1.5t（荷室面積2.8m2）
- 走行装置
  - 主電動機：直流電動機×4台（定格出力：804kW、於16.6km/h）
  - 減速比：15.65（ピニオン）
- 最高速度：28km/h（登り）、16.5km/h（下り190‰）、14.0km/h（下り250‰）
- ブレーキ装置：発電ブレーキ、回生ブレーキ、空気ブレーキ、ばねブレーキ

## Bt 231形

### 概要
- 車体は前位側に運転室を持つ片運転台式で、BDhe4/8形の前位側車体とほぼ同一のものであるが、運転室側の連結器が従来のヴェンゲルンアルプ鉄道の車両と同じフック式の簡易なものとなっており、車体の正面下部中央に連結器受が設置されているほか、後位側の貫通扉がBDhe4/8形との連結時に通り抜けができるよう正面右側に設置されている等の差異がある。また、台車の主要構造も同一のものとなっており、車体下部の牽引棒も同様に設置されている。
- 車体は後位側から長さ4500mmの2等室、3240mmのデッキ、4500mmの2等室、800mmの機器室、1515mmの運転室の構成で、窓扉配置は31D131（2等室窓-デッキ窓-乗降扉-デッキ窓-2等室窓-運転室窓）となっており、座席もBDhe4/8形と同じシートピッチ1500mmで2+1列の3人掛けの固定式クロスシートで、前後客室に3ボックスずつ設置されており、座席定員は35名となっている。

### 主要諸元
- 軌間：800mm
- 軸配置：2'2'
- 最大寸法：全長15720mm、全幅2400mm、屋根高3150mm
- 軸距：2200mm
- 台車中心間距離：9470mm
- 自重：15.0t
- 定員：2等座席35名
- ブレーキ装置：空気ブレーキ、ばねブレーキ

## 運行・廃車

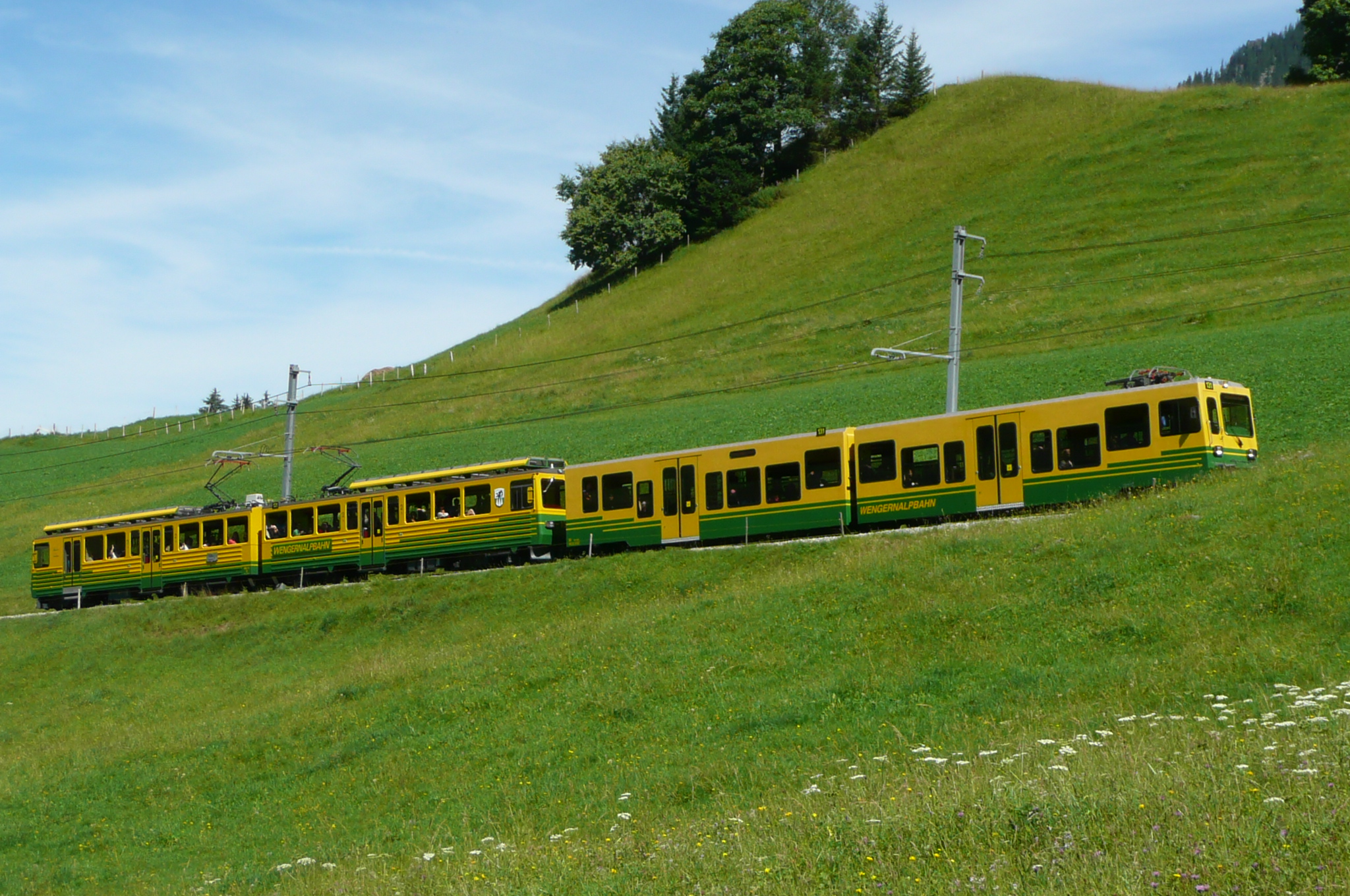
BDhe4/8 131号機とBt 251-253形低床式制御客車によるラウターブルンネン側における標準的な編成、2009年

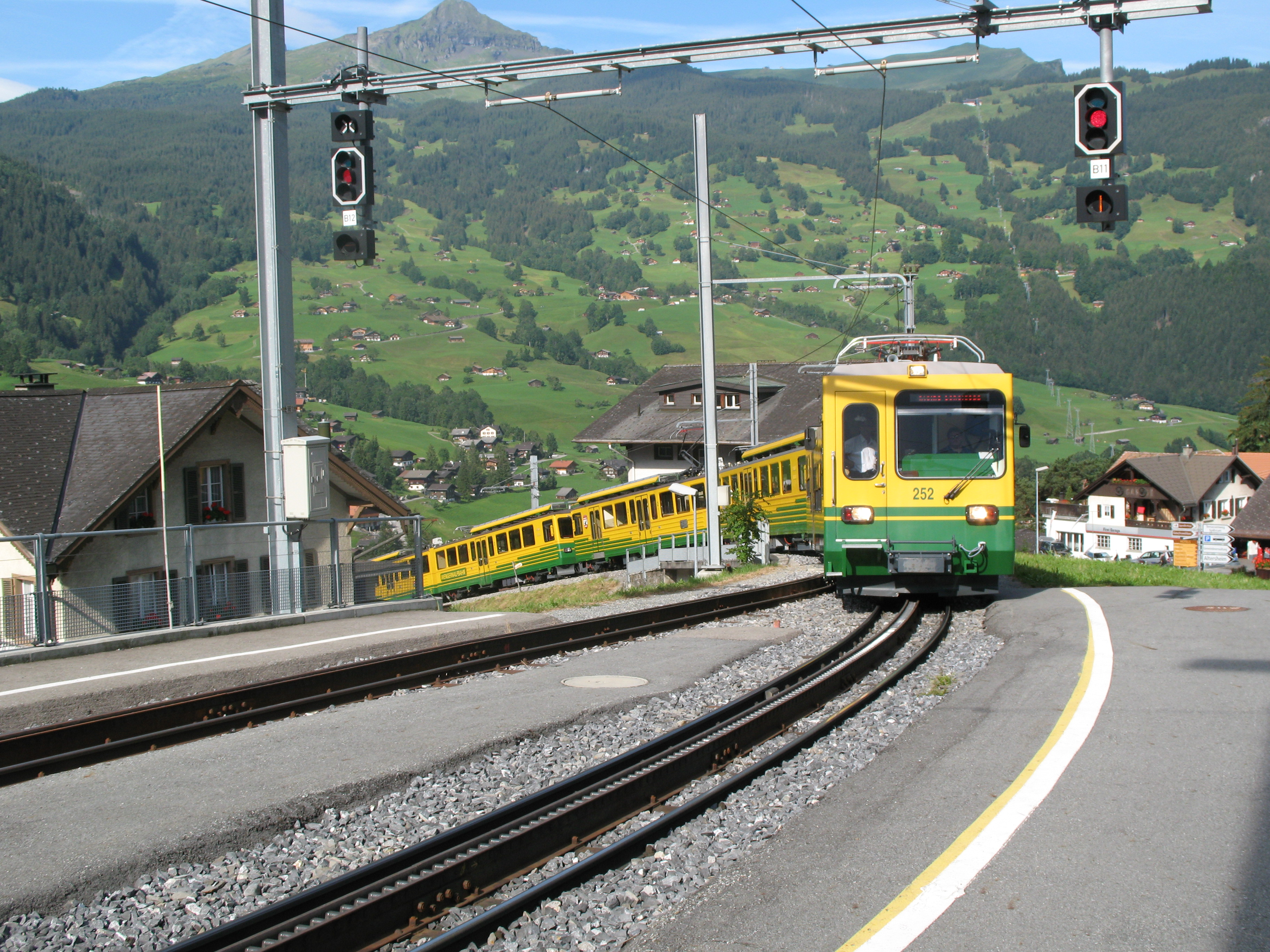
BDhe4/8 132号機、BDhe4/8 134号機とBt 252低床式制御客車によるグリンデンヴァルト側における標準的な編成、グリンデンヴァルト駅、2007年

- 製造後はヴェンゲルンアルプ鉄道の全線で運行されているが、この路線はインターラーケン・オストから出るベルナーオーバーラント鉄道に接続する標高795mのラウターブルンネン（右回りルート）もしくは1034mのグリンデルヴァルト（左回りルート）からユングフラウ鉄道に接続する標高2061mのクライネ・シャイデックに至る右回りルート全長8.64km、左回りルート全長10.47km、全線パウリ・リッゲンバッハ式のラック区間で最急勾配250パーミルの山岳路線である。
- 本形式は製造後はラウターブルンネン側でBDhe4/8 131号機とBDhe4/8 133号機、Bt 231号車の編成が、グリンデンヴァルト側でBDhe4/8 132号機とBDhe4/8 134号機が運行されており[12]、後にBDhe4/8 131号機とBDhe4/8 133号機の運転室後部にラウターブルンネンの紋章が、同じくBDhe4/8 132号機とBDhe4/8 134号機にはグリンデンヴァルトの紋章が設置されている。
- その後ヴェンゲルンアルプ鉄道の輸送力増強計画であるWAB2005計画によって、グリンデンヴァルト側の列車を最大6両編成で運行するとともに、全線に低床式のバリアフリー対応の機材を導入することとなり、本形式と編成を組むための新たな制御客車として、2003年にシュタッドラー・レール[5]製のBt 251-253形部分低床式制御客車3両が導入されている。この車両は全長22900mmの2車体3台車、座席定員68名で台車間を低床式とした片運転台式の制御客車で、1998年にBDhe4/4 119-124形用に導入されたBt 241-243形の改良型となっている。このWAB2005計画によってグリンデンヴァルト側で通常運行に使用される列車が基本的には2004年に導入された3両固定編成の新しい部分低床式電車であるBhe4/8 141-144形の重連2編成と、BDhe4/8 132号機、BDhe4/8 134号機とBt 251-253形1編成もしくはBDhe4/8 131号機、BDhe4/8 133号機とBt 251-253形1編成の6両3編成となり、輸送力の増強と続行運転の廃止による運行の効率化が図られている。なお、ラウターブルンネン側ではBDhe4/8形とBt 251-253形との重連2編成が運行されるほか、余剰となったBt 231号車は2003年に廃車となっている。
- なお、本形式は偏心台車のラック式駆動装置側が常時勾配の下側に配置されるように運行される必要があるため、勾配の上り下りが変化するクライネ・シャイデックおよびグリンデルヴァルト=グランドの両駅はスイッチバック式となっている。